# Pocholo, Pichuca y yo
Pocholo, Pichuca y yo  es una película en blanco y negro de Argentina dirigida por Fernando Bolín sobre el guion de Alberto Du Bois según el argumento de Horacio S. Meyrialle que se estrenó el 6 de julio de 1951 y que tuvo como protagonistas a Carlos Ginés, Juan Carlos Altavista, Beatriz Taibo y Pepita Muñoz. La película está basada en los personajes de la revista Rico Tipo, Pocholo, y el programa de radio Pichuca y yo.

## Sinopsis
Los problemas que una pareja enamorada sufre por culpa de sus parientes.

## Reparto
- Carlos Ginés ... Eduardo Lanolini
- Juan Carlos Altavista ... Pocholo Terremoti
- Beatriz Taibo ... Pichuca Terremoti
- Pepita Muñoz ... Eulogia Neumonia de Terremoti
- Marcelino Ornat ... Segismundo Terremoti
- Nelly Láinez ... Tía Rosita
- Walter Reyna ... González
- Carmen Vallejo ... Sebastianita
- Aída Villadeamigo ... Sebastiana
- Anita Beltrán
- Max Citelli ... Peluquero

## Comentarios
El Heraldo del Cinematografista opinó que era un

”Modesto juguete cómico destinado al consumo popular.”

 en tanto la revista Set dijo:

”Modesta en todos sus aspectos con una dirección eficiente y un grupo de intérpretes efectivos y entusiastas…una película…para hacer reír.”